# レイ・スティル
レイ・スティル（Ray Still, 1920年3月12日 - 2014年3月12日）は、アメリカのオーボエ奏者。

## 経歴
インディアナ州で生まれ、のちにアイオワ州、カリフォルニア州と移り、ロサンゼルスにいた14歳の時にクラリネットを始める。16歳でオーボエをはじめ、1953年フリッツ・ライナーの招きによりシカゴ交響楽団に入団。
翌年より首席奏者となり、1993年に引退するまでの約40年にわたり、世界一のオーケストラと称されたシカゴ交響楽団の黄金時代を支える。同響在籍中の1960年よりノースウェスタン大学教授として後進の指導にあたるなど、指導者・教育者としても名高い。アメリカの宝とも称される。
2010年2月13日には90歳の誕生日を祝う式典がノースウェスタン大学で開かれた。
2014年3月12日、94歳の誕生日に死去。